# 瀧川鯉三郎
瀧川 鯉三郎（たきがわ こいさぶろう、1989年12月9日 - ）は、長野県小布施町出身の落語家。落語芸術協会所属。本名∶小林 芳。出囃子∶『むつのはな』または太田裕美の『木綿のハンカチーフ』。

## 芸歴
- 2016年12月 - 瀧川鯉昇に入門。前座名「.鯉」[1]。
- 2017年
  - 2月 - 「ドット鯉」に改名[1]。
  - 3月 - 「どっと鯉」に改名[1]。
- 2021年3月 - 二ツ目昇進[1]、「鯉三郎」に改名[1][2]。